# Alpineskiën op de Paralympische Winterspelen 1992

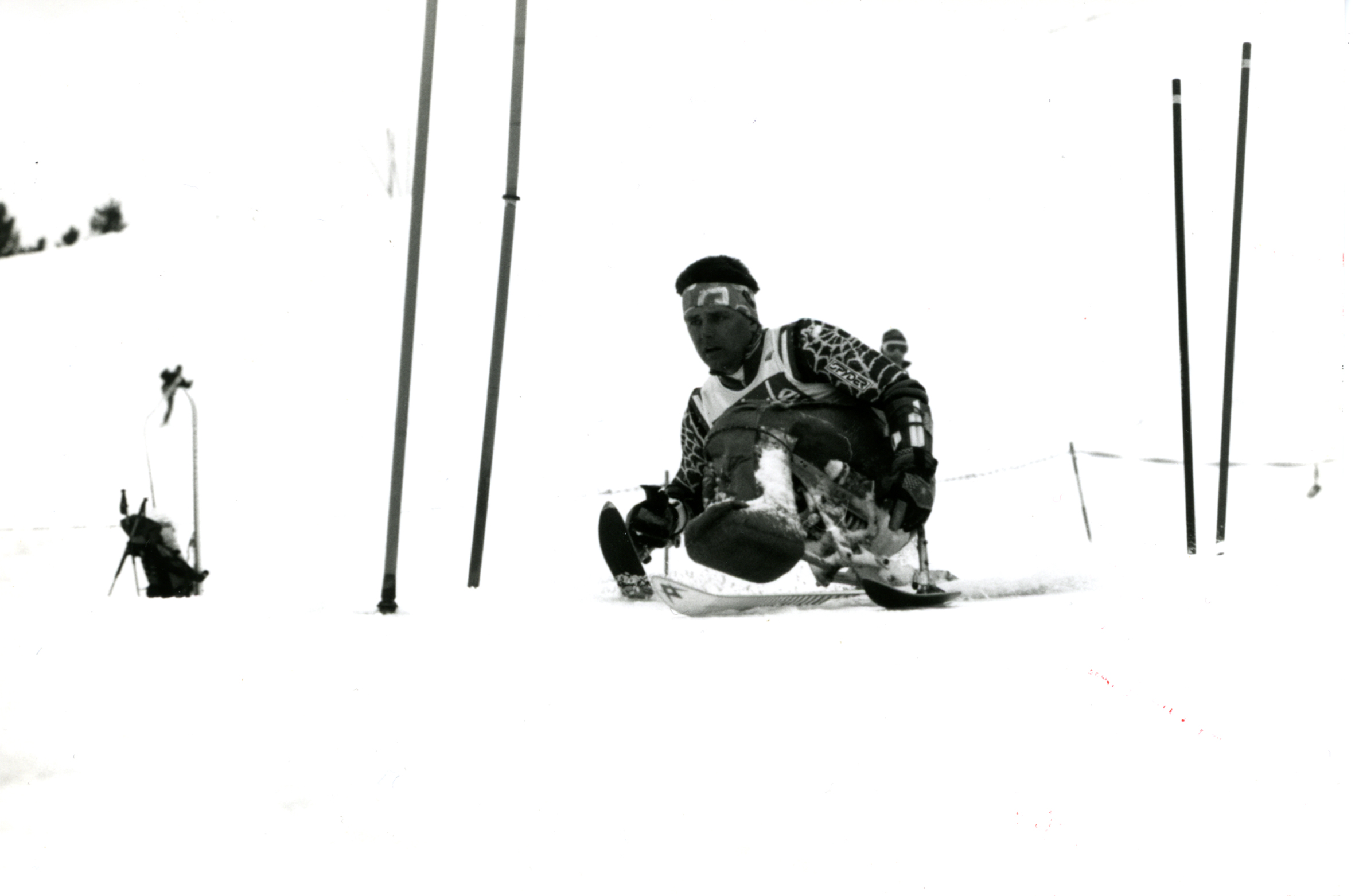
Alpineskiën tijdens de Spelen van 1992 in Tinges

De Ve Paralympische Winterspelen werden in 1992 gehouden in Tignes, Frankrijk. Dit was de eerste keer dat de Paralympische Winterspelen in hetzelfde land werden gehouden als de Olympische Winterspelen.
Dit jaar werd de Super G als discipline naast de afdaling, reuzenslalom en slalom, aan het programma toegevoegd van het Alpineskiën.

## Afdaling

### Mannen
| Klasse      | Snelste Tijd | land | Goud              | land | Zilver           | land | Brons              |
| ----------- | ------------ | ---- | ----------------- | ---- | ---------------- | ---- | ------------------ |
| LW1,3,5/7,9 | 1:10.43      | GER  | Gerd Schoenfelder | FRA  | Jean-Luc Jiguet  | CAN  | Jeff Dickson       |
| LW2         | 1:12.81      | USA  | Greg Mannino      | SUI  | Juerg Gadient    | GER  | Alexander Spitz    |
| LW4         | 1:08.46      | SUI  | Hans Burn         | SUI  | Paul Fournier    | USA  | Rik Heid           |
| LW6/8       | 1:11.04      | AUT  | Meinhard Tatschl  | GER  | Markus Pfefferle | FRA  | Lionel Brun        |
| LW10        | 1:20.01      | USA  | Chad Colley       | USA  | Michael McDougal | GBR  | Matthew Stockford  |
| LW11        | 1:22.93      | USA  | Jim Martinson     | USA  | David Kiley      | FRA  | Ludovic Rey-Robert |

### Vrouwen
| Klasse    | Snelste Tijd | land | Goud            | land | Zilver              | land | Brons         |
| --------- | ------------ | ---- | --------------- | ---- | ------------------- | ---- | ------------- |
| LW2       | 1:17.85      | USA  | Sarah Billmeier | USA  | Cathy Gentile-Patti | USA  | Roni Sasaki   |
| LW3,4,9   | 1:10.90      | GER  | Reinhild Möller | AUT  | Barbara Jordan      | CAN  | Lana Spreeman |
| LW5/7,6/8 | 1:11.04      | USA  | Nancy Gustafson | CAN  | Sandra Lynes        | CAN  | Caroline Viau |
| LW10-11   | 1:24.08      | USA  | Sarah Will      | GER  | Gerda Pamler        | USA  | Candace Cable |

## Reuzenslalom

### Mannen
| Klasse      | Snelste Tijd | land | Goud              | land | Zilver            | land | Brons                |
| ----------- | ------------ | ---- | ----------------- | ---- | ----------------- | ---- | -------------------- |
| B2          | 2:36.14      | FRA  | Stephane Saas     | DEN  | Lars Nielsen      | ESP  | Marcos Manuel Llados |
| B3          | 2:34.16      | USA  | Brian Santos      | GER  | Richard Burt      | ITA  | Bruno Oberhammer     |
| LW1,3,5/7,9 | 2:18.84      | GER  | Gerd Schoenfelder | GER  | Eberhard Seischab | FRA  | Jean-Luc Jiguet      |
| LW2         | 1:11.04      | GER  | Alexander Spitz   | USA  | Greg Mannino      | SUI  | Juerg Gadient        |
| LW4         | 2:09.90      | SUI  | Hans Burn         | USA  | Rik Heid          | AUT  | Wilfried Maetzler    |
| LW6/8       | 2:12.92      | FRA  | Lionel Brun       | GER  | Markus Pfefferle  | USA  | Chris Griffin        |
| LW10        | 2:59.28      | AUT  | Reinhold Sager    | USA  | Chris Waddell     | GBR  | Matthew Stockford    |
| LW11        | 2:41.38      | USA  | David Kiley       | SUI  | Jacques Blanc     | GER  | Karl Lotz            |

### Vrouwen
| Klasse    | Snelste Tijd | land | Goud                  | land | Zilver              | land | Brons          |
| --------- | ------------ | ---- | --------------------- | ---- | ------------------- | ---- | -------------- |
| B1-3      | 2:27.00      | AUT  | Elisabeth Dos-Kellner | TCH  | Katerina Tepla      | ESP  | Magda Amo      |
| LW2       | 2:22.85      | USA  | Sarah Billmeier       | USA  | Cathy Gentile-Patti | FRA  | Nadine Laurent |
| LW3,4,9   | 2:07.97      | GER  | Reinhild Möller       | AUT  | Barbara Jordan      | CAN  | Lana Spreeman  |
| LW5/7,6/8 | 1:53.43      | USA  | Nancy Gustafson       | CAN  | Sandra Lynes        | CAN  | Caroline Viau  |
| LW10-11   | 2:36.78      | SWE  | Marit Ruth            | USA  | Shannon Bloedel     | USA  | Candace Cable  |

## Slalom

### Mannen
| Klasse      | Snelste Tijd | land | Goud           | land | Zilver           | land | Brons            |
| ----------- | ------------ | ---- | -------------- | ---- | ---------------- | ---- | ---------------- |
| LW1,3,5/7,9 | 1:20.98      | CAN  | Jeff Dickson   | FRA  | Jean-Luc Jiguet  | FRA  | Tristan Mouric   |
| LW2         | 1:14.11      | AUS  | Michael Milton | USA  | Greg Mannino     | AUT  | Rainer Bergmann  |
| LW4         | 1:14.10      | NZL  | Patrick Cooper | USA  | Rik Heid         | GER  | Ewald Vogl       |
| LW6/8       | 1:16.42      | FRA  | Lionel Brun    | GER  | Markus Pfefferle | USA  | Reed Robinson    |
| LW10        | 1:58.33      | AUT  | Reinhold Sager | USA  | Chris Waddell    | USA  | Michael McDougal |
| LW11        | 1:45.72      | SUI  | Jacques Blanc  | USA  | David Kiley      | AUS  | Michael Norton   |

### Vrouwen
| Klasse    | Snelste Tijd | land | Goud            | land | Zilver         | land | Brons            |
| --------- | ------------ | ---- | --------------- | ---- | -------------- | ---- | ---------------- |
| LW2       | 1:24.49      | AUT  | Helga Knapp     | FRA  | Nadine Laurent | USA  | Roni Sasaki      |
| LW3,4,9   | 1:20.41      | GER  | Reinhild Möller | CAN  | Lana Spreeman  | AUT  | Barbara Jordan   |
| LW5/7,6/8 | 1:10.37      | USA  | Nancy Gustafson | SWE  | Maria Sund     | TCH  | Marcela Misunova |
| LW10-11   | 2:03.83      | GER  | Gerda Pamler    | USA  | Candace Cable  | JPN  | Toshiko Gouno    |

## Super G

### Mannen
| Klasse      | Snelste Tijd | land | Goud              | land | Zilver             | land | Brons             |
| ----------- | ------------ | ---- | ----------------- | ---- | ------------------ | ---- | ----------------- |
| B1          | 2:43.87      | AUT  | Bruno Kuehne      | USA  | Greg Evangelatos   | SWE  | Mats Linder       |
| B2          | 1:28.32      | FRA  | Stephane Saas     | ESP  | Manuel Buendia     | AUT  | Odo Habermann     |
| B3          | 1:30.25      | USA  | Brian Santos      | ITA  | Bruno Oberhammer   | GBR  | Richard Burt      |
| LW1,3,5/7,9 | 1:23.05      | GER  | Gerd Schoenfelder | FRA  | Jean-Luc Jiguet    | CAN  | Jeff Dickson      |
| LW2         | 1:22.35      | USA  | Greg Mannino      | AUS  | Michael Milton     | GER  | Alexander Spitz   |
| LW4         | 1:18.78      | NZL  | Patrick Cooper    | USA  | Rik Heid           | SUI  | Hans Burn         |
| LW6/8       | 1:16.74      | AUT  | Meinhard Tatschl  | GER  | Frank Pfortmueller | GER  | Markus Pfefferle  |
| LW10        | 1:37.46      | USA  | Chad Colley       | SUI  | Bruno Fallet       | GBR  | Matthew Stockford |
| LW11        | 1:36.00      | USA  | David Kiley       | SUI  | Jacques Blanc      | AUS  | David Munk        |

### Vrouwen
| Klasse    | Snelste Tijd | land | Goud                  | land | Zilver           | land | Brons            |
| --------- | ------------ | ---- | --------------------- | ---- | ---------------- | ---- | ---------------- |
| B1-3      | 1:23.98      | AUT  | Elisabeth Dos-Kellner | TCH  | Katerina Tepla   | AUT  | Andrea Piribauer |
| LW2       | 1:20.98      | USA  | Roni Sasaki           | USA  | Sarah Billmeier  | AUT  | Helga Knapp      |
| LW3,4,9   | 1:12.41      | GER  | Reinhild Möller       | CAN  | Lana Spreeman    | NOR  | Renate Hjortland |
| LW5/7,6/8 | 1:17.70      | CAN  | Caroline Viau         | TCH  | Marcela Misunova | GER  | Dagmar Vollmer   |
| LW10-11   | 1:27.66      | USA  | Sarah Will            | GER  | Gerda Pamler     | JPN  | Toshiko Gouno    |

## Deelnemende landen Alpineskiën 1992
- GER
- FRA
- CAN
- JPN
- AUT
- GOS
- NZL
- TCH
- SUI
- ITA
- ESP
- USA
- GBR
- AUS
- NOR
- NED
- DEN
- KOR
- ESP
- SWE
- POL

Alpineskiën · Biatlon · Langlaufen
1976 · 1980 · 1984 · 1988 · 1992 · 1994 · 1998 · 2002 · 2006 · 2010 · 2014 · 2018 · 2022